# Driven
Driven — четвёртый студийный альбом группы Orphanage, вышедший в 2004 году. Группа попыталась соединить готик-метал и дэт-метал. Наряду с женским вокалом соседствует мужской гроулинг. Driven вышел спустя четыре года после выпуска в 2000 году предыдущего альбома под названием Inside.
За время работы над альбомом гитарист группы Гус Эйкенс также принял участие в работе над альбомом группы Within Temptation Mother Earth. Тем удивительнее, пишет Буффо Шнедельбах, что на этом альбоме отсутствуют какие-либо хитовые композиции, а простое совмещение чистого женского вокала и дэт-металлического гроулинга уже демонстрировалось многими группами ранее. В рецензии для портала Rock Hard он дал альбому Driven оценку 5.5 из 10, оценив группу в музыкальном плане как достаточно перспективную.
Норман Сикингер из Metal.de оценил альбом на 6 из 10 и написал, что альбом отличный, но не запоминающийся. Среди самых ярких песен на альбоме он выделил «Truth Of Lies» и «Cold».

## Список композиций
1. The sign — 5:06
2. Black magic mirror — 4:18
3. Cold — 4:41
4. Prophecies of fame — 4:36
5. Dead ground — 5:50
6. My master’s master — 5:21
7. Back gate — 3:19
8. In slavery — 4:22
9. Truth or lies — 4:46
10. Driven — 5:36
11. Infinity — 4:19
12. Addiction — 4:18
13. Beyond the fall — 5:56
14. Ender’s game — 4:21

## Участники записи
- Guus Eikens — гитара, клавиши, вокал
- George Oosthoek — вокал
- Rosan van der Aa — вокал
- Sureel — ударные
- Lasse Dellbrugge — клавиши
- Remko van der Spek — бас, гитара